# Házi egér
A házi egér vagy laboratóriumi egér (Mus musculus) rágcsálóféle, a biológia és az orvostudomány igen fontos modellszervezete. Úgy tartják, hogy ez a második legnagyobb egyedszámú emlősfaj az ember után. Mindig az emberekhez közel lakik, akikkel kommenzalista, azaz asztalközösségi kapcsolatot tart fenn. Ezt az emlőst használják leggyakrabban a laboratóriumi kísérletekben és rengeteg különböző transzgenikus fajtája létezik, melyeken emberi genetikai betegségeket modelleznek. Gerinces állat, elsősorban növényevő (magfélék), rendkívül szapora, 6 hetenként 8-10 utódot képes világra hozni egy egérpár.
Nemének a típusfaja.

## Előfordulása
A házi egér Északnyugat-Afrika, Spanyolország és Kelet-Ázsia sztyeppjeiről és félsivatagaiból származik. A lakóházak közvetlen közelében mindenütt megtalálható. Az Arktisz és az Antarktisz területén, valamint néhány esőerdő borította területen, ahol emberek sem laknak - a házi egér nem telepedett meg. A szabadban bozótosokban, gabonatáblákon és dűnék között él. Mindenütt rendületlenül szaporodik. Magyarországon is közönséges. Mint valaha a pusztákon élő állatnak, nedvességre alig van szüksége, és szinte mindenütt talál megfelelő búvóhelyet.
Igénytelensége és erőteljes szaporodása miatt szerepel a Föld száz legkárosabb invazív fajának listáján.

## Alfajai
3 alfajt fogadnak el, de egyesek ezeket inkább külön fajoknak tartják:
- Mus (musculus) musculus Linnaeus, 1758 - (kelet-európai házi egér)
- Mus (musculus) castaneus Waterhouse, 1843 - (délkelet-ázsiai házi egér)
- Mus (musculus) domesticus Schwarz & Schwarz, 1943 - (nyugat-európai házi egér)

Az Arab-félszigeten egy negyedik alfajt is leírtak:
- Mus musculus gentilulus Thomas, 1919

A következők korábban külön alfajoknak számítottak, de azóta összevonták a fentiekkel:
- Mus musculus homourus
- Mus musculus molossinus (Japán házi egér; valóban a kereszteződése a musculus-nak, a castaneus-nak és a domesticus-nak)[4]
- Mus musculus bactrianus Blyth, 1846 - (délnyugat-ázsiai házi egér)
- Mus musculus praetextus
- Mus musculus wagneri

## Megjelenése
A házi egér fej-törzs-hossza 7-10 centiméter, a farok rövidebb a törzsnél, testtömege körülbelül 30 gramm. Szőrzete meleget és védelmet nyújt, a szaga dohos, egérszagú. Színe a sárgásbarnától a szürkésfeketéig terjedhet. A kolónia tagjai kölcsönösen tisztogatják egymás bundáját. A házi egér olyan jól alkalmazkodott az emberi környezethez, hogy hideg körülmények között különösen hosszú szőrzetet növeszt; így képes akár egy hűtőház fagyos helyiségében is utódokat nevelni (−7 Celsius-fok). A látása nagyon gyenge; az egér csak közvetlen közelről ismeri fel a tárgyakat. A szaglása kifinomult; a táplálék, illetve más egerek nyomára vezeti az állatot. A hallása is fejlett; az egér érzékeli a 100 kHz-es hangokat is (80 kHz-cel többet, mint az ember). Amikor egymással kommunikálnak vagy elveszett kölykeiket keresik, magas hangon cincognak. Több, földrajzilag elkülönült alfaja ismert, amelyek jól alkalmazkodtak a helyi adottságokhoz, megkülönböztető bélyegeik genetikailag is rögzültek.

## Életmódja
Laza szerkezetű kolóniákban él. Kelet-Európában, nyáron az egyes populációk mezőkön és réteken tanyáznak, de az ősz beálltával lakóépületekbe és padlásokra húzódnak. A házi egerek szürkületkor és az éjszaka első felében a legaktívabbak, napközben többnyire búvóhelyükön rejtőznek. Igen jól másznak, gyorsan futnak és úsznak. Kisebb-nagyobb családi közösségekben élnek, a tagok ezen belül a fészek, illetve a csoport szagjeléről ismerik fel egymást. A betolakodó fajtársakat rendszerint elkergetik. Rendkívül elővigyázatosak, a hagyományos csapdákkal nem könnyű elkapni őket. A házi egér általában nem halmoz fel készleteket. Tápláléka magvak, gabona és emberi élelmiszerek; eredetileg csak vadon növő füvek magvaival táplálkozott, étrendjét rovarokkal egészítette ki. Még a szappant is képes hasznosítani. A patkányokhoz hasonlóan veszélyes lehet az ember egészségére nézve: ürülékében betegségeket okozó csírák tenyésznek, a megrágott élelmiszerekben pedig a penész telepszik meg. Legfőbb ellenségei: a macska, a nyest, sas és a gyöngybagoly. A szabad természetben 1,5-3 évig él.

## Szaporodása
Az ivarérettséget 6 hetes korban éri el. A párzási időszak többnyire egész évben van. A vemhesség 19-20 napig tart, ennek végén a nőstény 8-10 utódot hoz a világra. Évente ötször, de akár többször is ellik. Igen nagy egyedsűrűség esetén a rangsorban alacsonyan álló példányok szaporodóképessége csökken. Csak a domináns nőstények fialnak, de ők is kevesebbet, mint rendesen. Az állomány ily módon önmagát szabályozza, nagy összeomlások nélkül, tehát folyamatosan alkalmazkodik a változó körülményekhez. A házi egér kiirtása ezért is nagyon nehéz.

## Tartása
Célszerű nagy teret adni nekik. Alomnak lehet alulra homokot tenni és rá faforgácsot, de van aki csak forgácsot tesz. Vizet mindig kell nekik adni, ha bepiszkolják, akkor szorgalmasan hordjuk nekik a tiszta vizet. Mivel laza kolóniákban élnek, ezért egy egeret ne tartsunk, legyen társa. Az mindegy hogy hím(ivartalanított)-nőstény vagy hím-hím, vagy nőstény-nőstény párost választunk. Magasabb falú edénybe helyezhetjük el a vizet, mert akkor nem koszolódik be olyan könnyen. Élelmet is rakjunk eléjük bőven. A kukoricát nagyon szeretik, de lehet nekik adni napraforgómagot, búzát, diót, mogyorót, sajtot, sajtos tallért, perecet, ropit, minden ilyesmit szeretnek. Az adott élelem hamar eltűnik, mert általában elássák. Ekkor már lehet adni a következő adagot. Elég gyorsan szaporodnak, ha a kis utódokra nincs szükség, be lehet vinni őket az állatkereskedésbe.
A helyük takarítása a méretétől függ, egy-másfél hetente takarítsuk, mert addigra már jól érzik magukat, berendezkednek. Elég hamar megszelídülnek, az ember tenyerébe hamar bele tudnak szokni. Ha sokat foglalkozunk velük, akár a padlóra is kivehetjük őket, nem szaladnak el, hanem a gazdájuk közelében keresgélik a búvóhelyet. Szagról jobban ismernek, látásuk elég rossz. A helyükön legyen kis búvóhely, pl. üreges fadarab, agyagházikó, esetleg egy vekni kenyér (amit majd maguk kirágnak), amit telerakhatnak forgáccsal.

## Képek

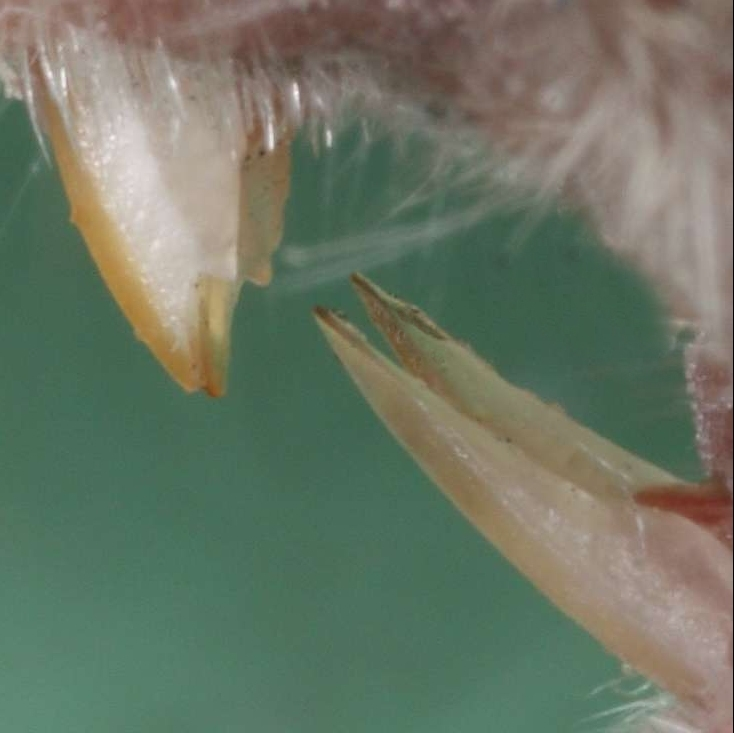
A fajra jellemző bevágás a felső elülső fogakon
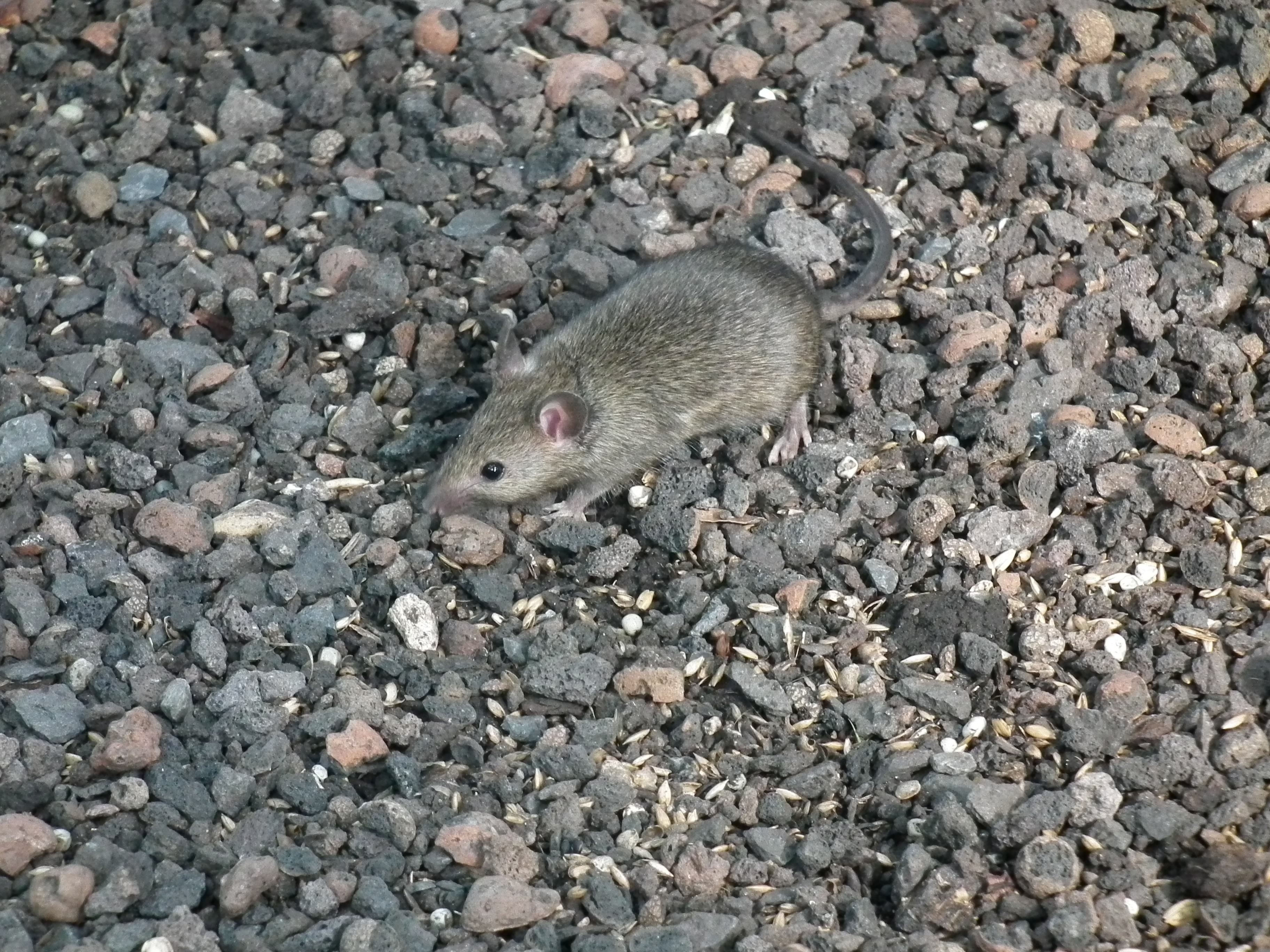
Táplálékot kereső házi egér
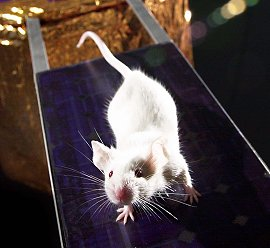
A jól ismert laboratóriumi fehér egér
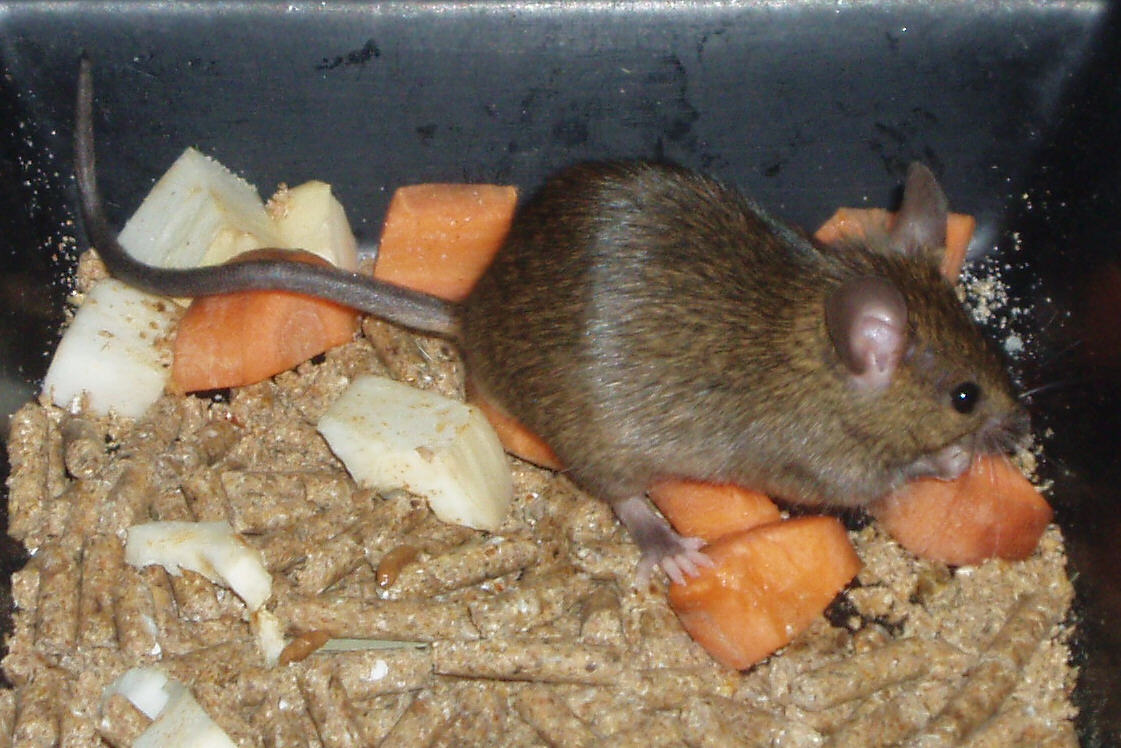